# Thomas Girod
Pour les articles homonymes, voir Girod.
Thomas Girod, né le 6 juin 1983 à Bourg-Saint-Maurice, est un lugeur français.

## Biographie
Il est membre du Club de Bobsleigh, Luge et Skeleton de La Plagne (Savoie).
En janvier 2010, il se qualifie pour participer aux Jeux olympiques de Vancouver.

## Palmarès

### Championnat de France
- 1997 : Champion de France Jeunesse
- 1998 : Champion de France Jeunesse
- 1999 : Champion de France Jeunesse
- 2001 : Champion de France Junior
- 2002 : Champion de France Junior

### Championnat d'Europe
- 2006 : 22e au général

### Championnat du monde
- 2007 : 25e au général
- 2008 : 23e au général
- 2009 : 30e au général

### Coupe du monde 2009/2010
- 27e au général à Calgary (CAN)
- 30e au général à Igls (AUT)
- 29e au général à Altenberg (GER)

### Jeux olympiques 2010
- 22e au général à Vancouver (CAN)